# Le Manuscrit (bande dessinée)
Pour les articles homonymes, voir Le Manuscrit.
Le Manuscrit est une bande dessinée réalisée par Frank Giroud (scénario) et Béhé (dessinateur), appartenant à la série Le Décalogue, et éditée en 2001 par Glénat.
C'est le premier tome de la série.

## Description

### Résumé
À Glasgow, Simon Broemecke, un jeune éditeur et écrivain sans succès, reçoit un étrange manuscrit, Nahik, dont la lecture le fascine. La femme lui ayant fourni cet ouvrage ayant péri dans un accident, il décide de le traduire et le reprendre à son compte sous le titre Le Manuscrit. Le roman devient un best-seller apportant gloire, argent et amour à l'imposteur.
Seulement, une femme nommée Iris est en possession d'une copie du manuscrit original et fait chanter Simon sous peine de dévoiler l'imposture.

### Personnages
- Simon Broemecke : Jeune éditeur et écrivain sans succès. Son manque de personnalité le rend assez transparent aux yeux du public et même de sa petite amie, Gwen.
- Gwen : Ex petite amie de Simon, lassée de son peu de personnalité. Elle retrouve de l'intérêt pour Simon lorsqu'il publie Le Manuscrit.
- Iris : Femme mystérieuse qui possède un exemplaire de Nahik et menace Simon de dévoiler l'imposture. Elle exige de lui qu'il s'affiche comme son amant aux yeux du public et de la presse. Cette situation intenable pour Simon, qui vient de reconquérir le cœur de Gwen, cause la perte de la maîtresse-chanteuse.
- Le tueur en série : Cruel assassin qui sévit dans les rues de Glasgow. Il s'en prend à des prostituées et, détail curieux, laisse toujours un poupon de porcelaine à côté de ses victimes. Simon se sert de la célébrité de ses crimes pour maquiller son propre forfait. Le tueur sera un personnage central dans Le Légataire (suite du Décalogue).

## Analyse
Premier tome de la grande saga du Décalogue, Le Manuscrit jette les bases de l'intrigue sans trop dévoiler d'éléments concernant Nahik, le livre maudit. Le contenu du roman est très peu abordé mais l'accent est mis sur l'aura mystérieuse qui s'en dégage.
Ce premier tome reprend le premier précepte du fameux Décalogue : « Tu ne tueras point » et en donne une illustration argumentée. On peut aisément deviner que l'ensemble de la série s'articulera autour de ces dix nouveaux préceptes et que Nahik fera des victimes autour de lui.
Les dessins de Béhé ont su séduire le public grâce à la simplicité de son style et la qualité de ses encrages.

### Suite
Cette bande dessinée, point de départ du Décalogue, peut également être considérée comme le point de départ du Légataire, qui en est la suite.

## Publications en français

### Albums
- Glénat, 2001  (ISBN 2-7234-3064-2)